# Diapsydy
Diapsydy (Diapsida, z gr. di – dwa + apsis – łuk) – grupa owodniowców z gromady zauropsydów (Sauropsida), w których czaszce rozwinęły się dwie pary otworów skroniowych (po dwa – górny i dolny – za każdym okiem), przez które przewleczone są silne mięśnie szczęk. Dzięki temu czaszka stała się lżejsza a szczęki bardziej ruchliwe. Choć część diapsydów wtórnie straciła jedną lub obie pary otworów skroniowych (m.in. węże), są nadal zaliczane do tej grupy, gdyż ich przodkowie mieli diapsydalną budowę czaszki.
Diapsydy to najbardziej zróżnicowana i najliczniej reprezentowana grupa „gadów”. Pierwsi jej przedstawiciele (z grupy Araeoscelidia, m.in. rodzaj Petrolacosaurus) pojawili się pod koniec karbonu a największy rozkwit osiągnęła ona w erze mezozoicznej.
Jeśli diapsydy mają być grupą monofiletyczną, należy do nich zaliczyć także ptaki, będące wyspecjalizowaną grupą teropodów. Choć żółwie przez większość naukowców zaliczane są do anapsydów, niektórzy uważają, że i one są diapsydami, które wtórnie straciły otwory skroniowe.

## Systematyka
Podgromada Diapsida
- Rząd Araeoscelidia
- Rząd Avicephala
- Rząd Thalattosauria
- Rząd Younginiformes
- Nadrząd Ichthyopterygia
- Infragromada Lepidosauromorpha
  - Rząd Eolacertilia
  - Nadrząd Lepidosauria
  - Nadrząd Sauropterygia
- Infragromada Archosauromorpha
  - Rząd Choristodera
  - Rząd Prolacertiformes
  - Rząd Rhynchosauria
  - Rząd Trilophosauria
  - Archosauria
    - Crurotarsi
      - Rząd Aetosauria
      - Rząd Phytosauria
      - Rząd Rauisuchia
      - Nadrząd Crocodylomorpha

    - Ornithodira
      - Rząd Pterosauria
      - Nadrząd Dinosauria